# ЧШК (футбольний клуб, Ужгород)
ЧШК (чеськ. Užhorodský Československý Športový Klub)  — чехословацький футбольний клуб з міста Ужгород (тепер — Закарпатська область, Україна).

## Історія
Заснований 1920 року військовослужбовцями, які базувалися в Ужгороді, під назвою Ужгородський Чехословацький Спортивний Клуб (чеськ. Užhorodský Československý Športový Klub).
Після закінчення Першої світової війни Закарпаття увійшло до складу Чехословаччини і відповідно до вказівок Чехословацької футбольної асоціації у 1920 році створили дві групи — «Слов'янська» (команди з Чехії та Словаччини) та «Закарпатська» (угор. Karpataijai Lobdoruho kerület) (угорські команди). Матчі в кожних групах проводилися окремо.
ЧШК Ужгород був одним з найсильніших клубів слов'янської групи чемпіонату Словаччини, у період 1921-1938 років вісім разів вигравав чемпіонат Закарпаття.
У 1934 році систему футбольних ліг країни реорганізували в єдиний чемпіонат Чехословаччини. Найкращі футбольні клуби розподілили в 5 груп: середньочеська, чеська провінція, моравсько-сілезька, словацько-підкарпатська та німецька група. Вочевидь, система футбольних ліг була реорганізована за національним принципом. Словацька група розподілялася в свою чергу на дві підгрупи — західну (команди із Західної та Центральної Словаччини) та східну (Східна Словаччина та Закарпаття). За результатами спортивних змагань до східного словацько-підкарпатського дивізіону були віднесені два найсильніших слов’янських клуби («Русь» Ужгород та ЧШК Ужгород) та два угорські клуби, які посіли перші два місця у своїх чемпіонатах (МСЕ Мункач та ФТК Берегшаш). Згодом до них приєднався й УАК.
Після розвалу Чехословаччини у березні 1939 року Закарпаття перейшло під владу Угорщини, а чехословацький клуб розформували.

## Досягнення
- 8-разовий чемпіон Закарпаття (1921—1928), (слов'янська група)